# بورکووانی
بورکووانی (به چکی: Borkovany) یک منطقهٔ مسکونی در جمهوری چک است که در ناحیه برتسلاو واقع شده‌است. بورکووانی ۷۵۹ نفر جمعیت دارد.